# Botanisk have
 For alternative betydninger, se Botanisk Have. (Se også artikler, som begynder med Botanisk Have)
En botanisk have er et museum med udstillinger af levende planter, som er ordnet efter forskellige principper. Beholdningen omfatter træer, buske, lianer, stauder og andre urteagtige planter. Samlinger, der udelukkende rummer skovtræer og -buske kaldes et arboret, mens samlinger af frugtbærende planter hedder et pomet.
Tidligere svarede systematikken i haverne til en frimærkesamling: Man måtte have ét eksemplar af alle de arter, som man nu engang samlede på. Senere er man gået over til at stille planterne op efter andre principper. De kan være placeret efter deres geografiske oprindelsessted, efter den botaniske systematik eller efter deres naturlige, dvs. økologiske sammenhæng.
Europas ældste (1545), men endnu bevarede, botaniske have findes i Padova i Norditalien. Verdens første forskningsorienterede botaniske have blev etableret af Aristoteles i hans skole Lykeion i Athen 335 f.Kr..
H. C. Andersen skrev eventyret "Den lille Idas blomster" med inspiration fra Botanisk Have i København

## Brugere
Hensigten med at oprette og vedligeholde en botanisk have er oftest den, at man ønsker at stille et levende plantemateriale til rådighed for dem, der har brug for det. De botaniske haver henvender sig i første række til lærere og studerende ved de botaniske institutter på de forskellige universiteter, men efterhånden opstår der en skare af interesserede amatører: plantesamlere, naturelskere, medlemmer af botaniske foreninger osv. Endelig kan gruppen af brugere udvides med haveejere, som søger inspiration, og folk, der blot går en tur for at nyde den botaniske have som en park.
Havernes egentlige kerneydelser er derfor følgende:
- Beskrivelse, ordning og systematisering af planternes mangfoldighed.
- Levering af materiale til videnskabelige undersøgelser, f.eks. inden for planters biologi, anatomi eller morfologi.
- Undervisningsmaterialer til skole- og videreuddannelse samt til forelæsninger ved universiteter og højere læreanstalter (Det Farmaceutiske Fakultet, Det Biovidenskabelige Fakultet, Danmarks Tekniske Universitet osv.).
- Styrkelse af biodiversiteten ved at medvirke som genbank for planter.

## Navnemærkning
For at kunne bruges af de fagligt interesserede må havens planter være mærket med en entydig kode eller mere enkelt: med navn og andre relevante oplysninger (f.eks. familie, autornavn, oprindelse og plantningsdato). Det kræver en betydelig indsats af veluddannede medarbejdere at vedligeholde og opdatere mærkningen af planterne. Dels bliver skiltene udsat for morskab (ombytning, flytning osv.), dels bliver de genstand for hærværk, og dels sker der konstant ændringer i den viden, som er baggrunden for identificering og navngivning af plantematerialet.

## Formidling
Mange botaniske haver gør et stor arbejde ud af at formidle viden og oplevelser til et bredere publikum. Det sker, fordi man indser, at havernes dage er talte, hvis ikke skatteyderne kan se en mening i at opretholde sådan en have. Men det sker også, fordi man er bevidst om, at der er en stigende interesse i at se og opleve tingene "live", dvs. ikke bare via en tv-skærm. Haverne har ofte tilknyttet foreninger med betalende medlemmer, de kan drive handel med planter og frø af specielle arter, mange af dem arrangerer rundvisninger og foredrag om årstidens oplevelser, nogle har skoletjenester for informationssøgende skolebørn, en del udgiver et tidsskrift, og de har næsten alle en levende hjemmeside. Det og meget mere gør de botaniske haver til centre for formidling af viden om planter.

### Forskning
Fra og med slutningen af det 18. århundrede begyndte de europæiske, botaniske haver at udsende ekspeditioner, der havde det formål at indsamle plantearter fra forskellige nyopdagede egne af verden. Man så det desuden som en opgave at klarlægge mulighederne for at dyrke disse nye planter under stedlige klimaforhold. De botaniske haver offentliggjorde videnskabelige beretninger om de fundne planter, og man forskede i arternes systematiske placering. Den botaniske have, Kew Gardens, nær London, har været banebrydende på disse områder, om der kommer fortsat tidsskriftsartikler, videnskabelige værker og katalogiseringer m.m. derfra.

### Uddannelse
De botaniske havers indsats inden for uddannelse spænder fra introduktion af planter, der er tilpasset forskellige miljøer, over de nævnte udgivelser til praktisk vejledning af haveejere. Mange har planteudsalg, hvor man kan købe, planter, frø, redskaber og litteratur. Visse botaniske haver arbejder tæt sammen med forskellige brancher inden for jordbrugserhvervene om forbedring af dyrkningsprogrammer, bekæmpelse af skadevoldende organismer og introduktion af nye, spændende planter.

## Historie
De første, moderne botaniske haver blev oprettet i Norditalien, hvor de var tilknyttet universiteterne:
- Pisa (1544)
- Padua (1545)
- Firenze (1545)
- Bologna (1567)

Andre europæiske byer fulgte snart efter:
- Leiden (1590)
- Montpellier (1593)
- Heidelberg (1597)
- Tübingen (1597)
- København (1600)
- Oxford (1621)
- Uppsala (1655)
- Hannover (1666)

## Billedmaterialer
Botaniske haver i Europa